# Varengeville-sur-Mer
Varengeville-sur-Mer és un municipi francès situat al departament del Sena Marítim i a la regió de Normandia. L'any 2007 tenia 1.056 habitants.

## Demografia

### Població
El 2007 la població de fet de Varengeville-sur-Mer era de 1.056 persones. Hi havia 467 famílies de les quals 142 eren unipersonals (49 homes vivint sols i 93 dones vivint soles), 175 parelles sense fills, 126 parelles amb fills i 24 famílies monoparentals amb fills.
La població ha evolucionat segons el següent gràfic:
Habitants censats

### Habitatges
El 2007 hi havia 760 habitatges, 486 eren l'habitatge principal de la família, 252 eren segones residències i 22 estaven desocupats. 685 eren cases i 70 eren apartaments. Dels 486 habitatges principals, 338 estaven ocupats pels seus propietaris, 134 estaven llogats i ocupats pels llogaters i 14 estaven cedits a títol gratuït; 6 tenien una cambra, 35 en tenien dues, 81 en tenien tres, 111 en tenien quatre i 254 en tenien cinc o més. 419 habitatges disposaven pel capbaix d'una plaça de pàrquing. A 222 habitatges hi havia un automòbil i a 216 n'hi havia dos o més.

### Piràmide de població
La piràmide de població per edats i sexe el 2009 era:
| Homes | Edats   | Dones |
| ----- | ------- | ----- |
| 4     | 95 o +  | 4     |
| 0     | 90 a 94 | 16    |
| 0     | 85 a 89 | 0     |
| 4     | 80 a 84 | 12    |
| 20    | 75 a 79 | 32    |
| 24    | 70 a 74 | 32    |
| 52    | 65 a 69 | 28    |
| 16    | 60 a 64 | 60    |
| 40    | 55 a 59 | 24    |
| 40    | 50 a 54 | 44    |
| 52    | 45 a 49 | 64    |
| 44    | 40 a 44 | 52    |
| 32    | 35 a 39 | 52    |
| 44    | 30 a 34 | 28    |
| 8     | 25 a 29 | 20    |
| 40    | 20 a 24 | 0     |
| 44    | 15 a 19 | 32    |
| 32    | 10 a 14 | 52    |
| 28    | 5 a 9   | 24    |
| 28    | 0 a 4   | 20    |

## Economia

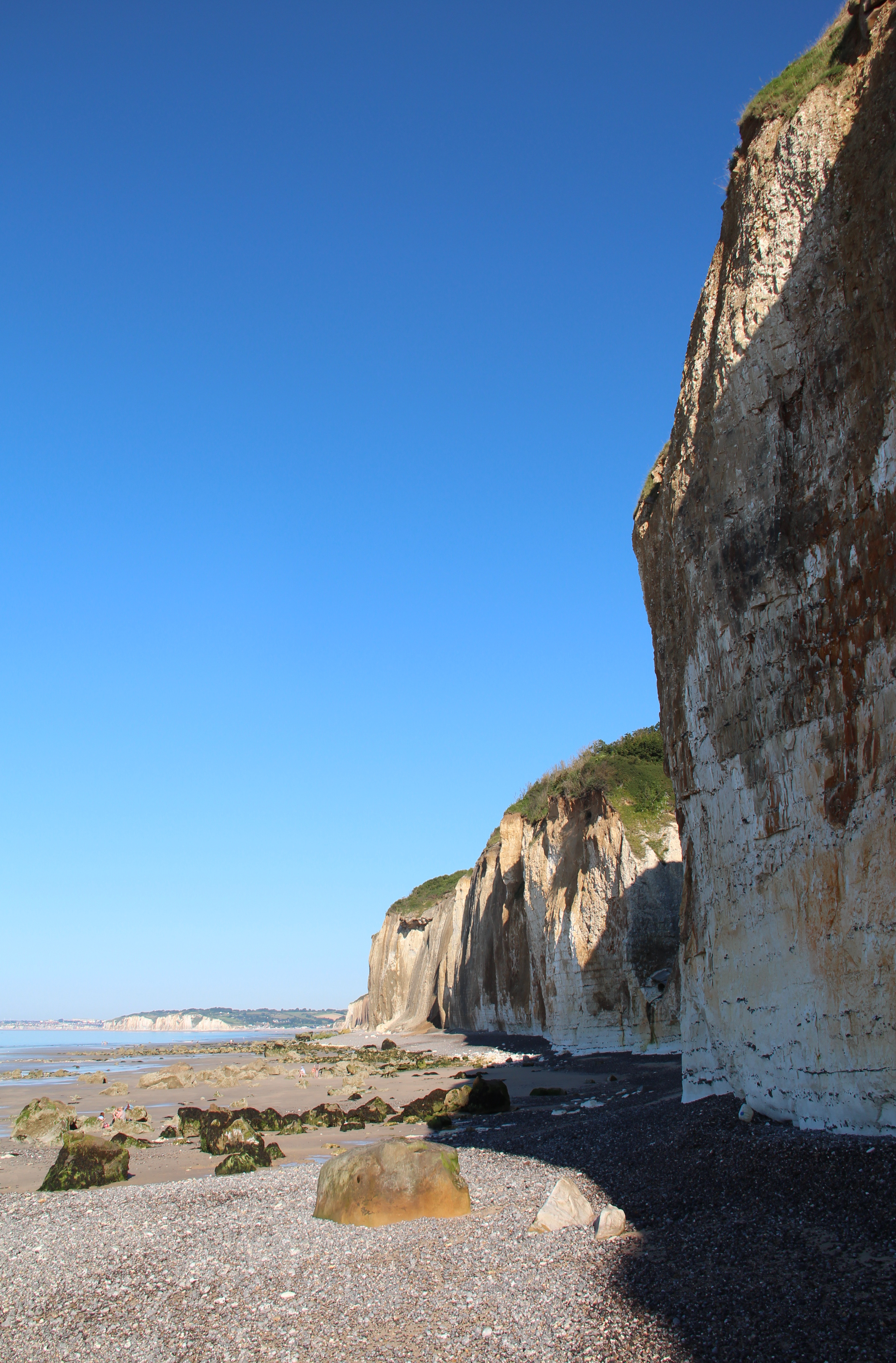

El 2007 la població en edat de treballar era de 654 persones, 454 eren actives i 200 eren inactives. De les 454 persones actives 433 estaven ocupades (227 homes i 206 dones) i 21 estaven aturades (10 homes i 11 dones). De les 200 persones inactives 83 estaven jubilades, 43 estaven estudiant i 74 estaven classificades com a «altres inactius».

### Ingressos
El 2009 a Varengeville-sur-Mer hi havia 484 unitats fiscals que integraven 1.082,5 persones, la mediana anual d'ingressos fiscals per persona era de 21.315 €.

### Activitats econòmiques
Dels 52 establiments que hi havia el 2007, 1 era d'una empresa extractiva, 2 d'empreses alimentàries, 2 d'empreses de fabricació d'altres productes industrials, 8 d'empreses de construcció, 12 d'empreses de comerç i reparació d'automòbils, 1 d'una empresa de transport, 6 d'empreses d'hostatgeria i restauració, 1 d'una empresa financera, 3 d'empreses immobiliàries, 9 d'empreses de serveis, 2 d'entitats de l'administració pública i 5 d'empreses classificades com a «altres activitats de serveis».
Dels 13 establiments de servei als particulars que hi havia el 2009, 1 era una oficina de correu, 2 paletes, 1 guixaire pintor, 1 fusteria, 1 electricista, 1 empresa de construcció, 2 perruqueries, 2 restaurants i 2 agències immobiliàries.
Dels 4 establiments comercials que hi havia el 2009, 1 era una botiga de més de 120 m², 1 una botiga de menys de 120 m², 1 una fleca i 1 una llibreria.
L'any 2000 a Varengeville-sur-Mer hi havia 8 explotacions agrícoles que ocupaven un total de 475 hectàrees.

## Equipaments sanitaris i escolars
L'únic equipament sanitari que hi havia el 2009 era una farmàcia.
El 2009 hi havia una escola elemental.

## Poblacions més properes
El següent diagrama mostra les poblacions més properes.